# Центр «Большая исламская энциклопедия»
Центр «Большая исламская энциклопедия» (перс.  مرکز دائرةالمعارف بزرگ اسلامی‎) или Центр ирано-мусульманских исследований — научно-исследовательское учреждение, основанное в Тегеране в марте 1983 года Сеййедом Каземом Мусави Боджнурди. Задачей Центра является составление и публикация всеобщих и специализированных энциклопедий, а также справочников по различным отраслям знаний, особенно ирано-мусульманской культуре и цивилизации. Фонд специализированной библиотеки Центра превышает 500 000 книг по  иранистике и  исламоведению, что превращает её в крупнейшую в стране специализированную библиотеку.

## Деятельность центра
В течение 31 года Центр занимается составлением  Большой исламской энциклопедии на персидском, арабском и английском языках. Деятельность Центра является независимой от Фонда «Большая исламская энциклопедия».
Первым шагом Центра в этом направлении было составление Большой исламской энциклопедии. Практическая реализация этого проекта началась в 1984 году, и постепенно по мере расширения библиотеки увеличился и научный штат Центра, куда был приглашён целый ряд известных и молодых исследователей. С Центром на постоянной и временной основе сотрудничает более 300 преподавателей, авторов и исследователей, которые принимают участие в реализации самых различных проектов.
В настоящее время ведётся работа над следующими энциклопедиями: Энциклопедия Древнего Ирана, Энциклопедия права, Энциклопедия языков и  диалектов Ирана, Энциклопедия Ирана, Большая энциклопедия Тегерана, Энциклопедия культуры иранского народа, Энциклопедия искусства и Энциклопедия  Персидского залива. Также была опубликована Всеобщая история Ирана в 20 тт. Этот грандиозный труд национального масштаба, отражающий более чем 3-х тысячелетнюю историю иранцев, был написан в виде серьёзной научной монографии в течение 14 лет группой из 170 выдающихся специалистов. Одновременно группой, состоящей более чем из 50 специалистов, была написана Всеобщая география Ирана.

## Изданные работы
— Большая исламская энциклопедия на персидском языке (35 тт.)
— Большая исламская энциклопедия на арабском языке (35 тт.)
— Большая исламская энциклопедия на английском языке (16 тт.)
— Энциклопедия Ирана (30 тт.)
— Энциклопедия культуры иранского народа (10 тт.)
— Энциклопедия Персидского залива (8 тт.)
— Всеобщая история Ирана (20 тт.)
— Всеобщая география Ирана (5 тт.)
— Курды и Курдестан: история и культура (6 тт.)
— История и культура Азербайджана (2 тт.)
— Каталог книг на персидском языке (25 тт.)
— Каталог статей на персидском языке (на наст. момент 9 тт.)
— Энциклопедия права
— Источники по истории Древнего Ирана (3 тт.)
— Большая энциклопедия Тегерана (8 тт.)
— Энциклопедия языков и диалектов Ирана (4 тт.)
— Энциклопедия Древнего Ирана (6 тт.)